# Odontobuthus tirgari
Espèce
Odontobuthus tirgari est une espèce de scorpions de la famille des Buthidae.

## Distribution
Cette espèce est endémique d'Iran. Elle se rencontre dans les provinces du Khorassan-e Razavi, du Khorassan méridional et du Sistan-et-Baloutchistan.

## Description
La femelle holotype mesure 74,17 mm et le mâle paratype 66,45 mm. Odontobuthus tirgari mesure de 58,12 à 74,17 mm.

## Étymologie
Cette espèce est nommée en l'honneur de Siavash Tirgari.

## Publication originale
- Mirshamsi, Azghadi, Navidpour, Aliabadian & Kovařík, 2013 : « Odontobuthus tirgari sp. nov. (Scorpiones, Buthidae) from the eastern region of the Iranian Plateau. » Zootaxa, no 3731(1), p. 153–170.